# Паскал Рачев
Паскал Рачев е български учител, деец на късното Българско възраждане в Македония.

## Биография
Роден е в Търново, тогава в Османската империя. В 1879 година завършва Робърт колеж в Цариград. В 1886 година е учител в Русе. Преподава в Разградското петокласно училище в учебната 1888/1889 година. Интерниран е при управлението на Стефан Стамболов.
Заминава за Солун, тогава в Османската империя, привлечен от Българската екзархия. Преподава в българската гимназия в Солун в учебните 1891/1892 и 1892/1893 година. В следващата учебна 1893/1894 година Рачев е назначен за директор на Прилепското българско мъжко класно училище. При неговото директорство на 6 март 1894 година е осветена новата училищна сграда. Рачев е директор на училището в Прилеп и през следната 1894/1895 година. В тази учебна година Рачев се замесва в интриги между учителите и в скандали, заради което е порицан от Екзархията и на следващата учебна година е преместен в българското училище в Скопие. Георги Трайчев нарича Рачев „долен, неморален и престъпен тип“.
В учебната 1897/1898 година е директор на Битолската българска класическа гимназия. Директор е и на девическо училище в Македония.
По-късно става счетоводител в бирарията Прошек. По молба на братовчед си министъра на вътрешните работи Александър Людсканов Рачев става управител на Плевенски окръг. На 12 декември 1912 година е командирован в Сяр, за да поеме административното управление на Македонското военно губернаторство.